# Adlullia divisella
Adlullia divisella är en fjärilsart som beskrevs av Embrik Strand 1918. Adlullia divisella ingår i släktet Adlullia och familjen tofsspinnare. Inga underarter finns listade i Catalogue of Life.